# Rauturivier
De Rauturivier (Zweeds: Rautujoki) is een rivier die stroomt in de Zweedse  gemeente Kiruna. De Rauturivier ontwatert het meer Rautujärvi van nog geen vierkante kilometer groot, dat in het Rautusakara Natuurreservaat ligt. Het riviertje stroomt noordwaarts naar de Vittangirivier. Ze is circa 4 kilometer lang.
Afwatering: Rauturivier → Vittangirivier → Torne → Botnische Golf